# 家永三郎
家永三郎（日语：／ Ienaga Saburō，1913年9月3日—2002年11月29日），日本歷史學家及教育家，曾任東京教育大學（後來的筑波大学）教授及為皇太子講授日本史，因反对日本在教科书裡篡改其侵略他国的歷史而為人称颂。家永三郎用大量史料、有理有据地反對日本軍國主義，是日本少數愿意证明日軍二戰時期南京大屠殺及其他戰爭暴行為史實的學者。 因此他就日本歷史教科書的內容編寫上，多次在法庭與撒谎否認日軍二戰暴行的文部省對抗。

## 生平

### 出身
家永三郎出生在一個名古屋的軍人家庭，父親家永直太郎，母親家永千代。從他的名字可看到，他是家中的三子。出生之際，父親直太郎隻身到九州赴任熊本八代連隊區司令，家永三郎三個月大的時候便舉家遷到父親任職地八代。家永雖然出生在軍官的家庭，但大正初年日本軍人的俸祿並不豐厚，而父親性格剛直，雖然為軍校高材生畢業，但在官場並不如意，最後昇至少將後便提早退休了。三郎自幼體弱多病，而母親千代及兄姊都經常進出醫院，家庭的開銷很大，但入息少，百上加斤，生活並不富裕。家永三郎並不善擅長運動，卻自小酷愛閱讀，並寄情寫作，因對自己所寫的文章能刊在校刊及報章等讀物而感高興，曾立志要成為作家。後來進入了東京帝國大學國史科攻讀日本史，對日本歷史產生了濃厚的興趣，最終作家夢未成，卻成為了歷史學家。

### 研究及公職
1946年4月　－　應文部省之邀任職教科書編纂委員，負責編寫日本第一部從科學角度出發的歷史教科書《國家的歷史進程》。
1943年10月～1944年6月　－　在帝國學士院協助美濃部達吉博士編纂《帝室制度史》
1937年4月　－　在東京帝國大學史料編纂所任職特約研究員，負責校正《大日本史料》

### 著作及論文
- Japan's Past, Japan's Future: One Historian's Odyssey, 2001. ISBN 0742509893
- 《家永三郎自傳》【中譯本】（商務印書館）2000年 、ISBN 9620753038
- 《家永三郎集》【日】第十六卷（岩波書店）1999年3月、
- 《從古代史研究到教科書審判》【日】1995年 、
- 《家永三郎對談集：教科書審判的三十年》【日】1995年 、
- 《日本思想史學的方法》【日】1993年 、
- 《“密室”審定的日記錄》【日】1993年 、
- 《日本文代史》【中譯本】（北京商務印書館）1992年 、
- 《日本文化史十二講》【日】1988年 、
- 《動蕩的七十年》【日】1987年 、
- 《太平洋戰爭》【日】1986年 、中文繁體字譯本《太平洋戰爭》何欣泰譯，臺灣商務印書館發行，2006年，ISBN 978-957-05-2100-9。
- 《戰爭責任》【日】1985年 、
- 《家永三郎憲法審判證言集》【日】1983年、
- 《正木昊》【日】1981年、
- 《教科書審判》【日】1981年、
- 《日本憲法學的源流》【日】1980年、
- 《猿樂能之思想史的考察》【日】1980年、
- 《歷史與責任》【日】1979年、
- 《日本人的西服觀之變遷》【日】1976年、
- 《田邊元的思想史研究》【日】1974年、
- 《審定不合格的日本史》【日】1974年、
- 《教科書訴訟十年》【日】1974年、
- 《戰爭與教育》【日】1973年、
- 《津田左右吉之思想史的研究》【日】1972年、
- 《家永三郎教育審判證言集》【日】1972年、
- 《大津事件日誌》【日】1971年、
- 《教科書判決與審判的獨立》【日】1971年、
- 《教育審判與抵抗的思想》【日】1969年、
- 《太平洋戰爭》【日】1968年、
- 《日本近代憲法思想史研究》【日】1967年、
- 自傳《一個歷史學家的足跡》【日】（三省堂）1967年（已被譯為中文）、
- 《歷史學家所見之日本文化》【日】1965年、
- 《美津部達吉之思想史的研究》【日】1964年、
- 《與強權的鬥爭 – 正本昊的思想活動》【日】1964年、
- 《司法權獨立的歷史考察》【日】1962年、
- 《大學自由之歷史》【日】1962年、
- 《植木枝盛研究》【日】1960年、
- 《歷史與現代》【日】1959年、
- 《審判之批判》【日】1959年、
- 《日本文代史》【日】1959年、
- 《日本的近代史學》【日】1957年、
- 《植木枝盛著作集》【日】1957年、
- 《命運多舛的思想家 – 田岡嶺雲》【日】1955年、
- 《日本道德思想史》【日】1954年、
- 《上宮聖德法王帝說之研究》【日】1953年、
- 《現代史學批判》【日】1953年、
- 《日本近代思想史研究》【日】1953年、
- 《日本史的諸相》【日】1950年、
- 《新日本史》【日】1947年（教科書）、
- 《中世佛教思想史研究》【日】1947年、
- 《古代倭繪全史》【日】1946年、
- 《日本思想史上宗教自然觀的展開》【日】1944年、
- 《古代倭繪年表》【日】1942年、
- 《古代佛學思想史研究》【日】1942年、
- 《日本思想史上否定之論理的發達》【日】1940年等

### 所獲獎項
1970年獲日本新聞工作者會議授予JCJ特別獎
1948年《古代倭繪年表》及《古代倭繪全史》二書得到日本學士院獎

## 審定歷史教科書案（家永教科书裁判）
家永所編的高中教材《新日本史》，多次被日本文部省審定為「不合格」，要求他修改多處，特別是關於二戰期間日軍暴行的描述。終於，昭和四十年（1965），家永開始控告日本政府和文部省，訴訟長達32年，家永多次取得「部分勝訴」。该诉讼案件被称为「家永教科书诉讼」，为日本宪法史上重要案例，也是吉尼斯世界纪录确认的史上耗时最久的民事诉讼。

## 外部連結
- 家永三郎集 (日文)
- 家永三郎“日本文代史”(日文)
- 家永訴訟 (日文)[永久]
- 日本學者32年孤獨反右翼 三訴三敗遺憾離世 (繁體)（页面存档备份，存于）
- 在反日怒潮裏仰念一位日本勇者 (繁體)
- 正義鬥士日史學家家永三郎逝世 (繁體)
- 日本歷史教科書問題由來 (繁體)
- 南京大屠殺遇難同胞紀念館 (繁體)（页面存档备份，存于）
- 一生堅持歷史真相 晚年忍受寂寞清寒 他狀告日本政府35年 (簡體)（页面存档备份，存于）